# 省 (清朝)

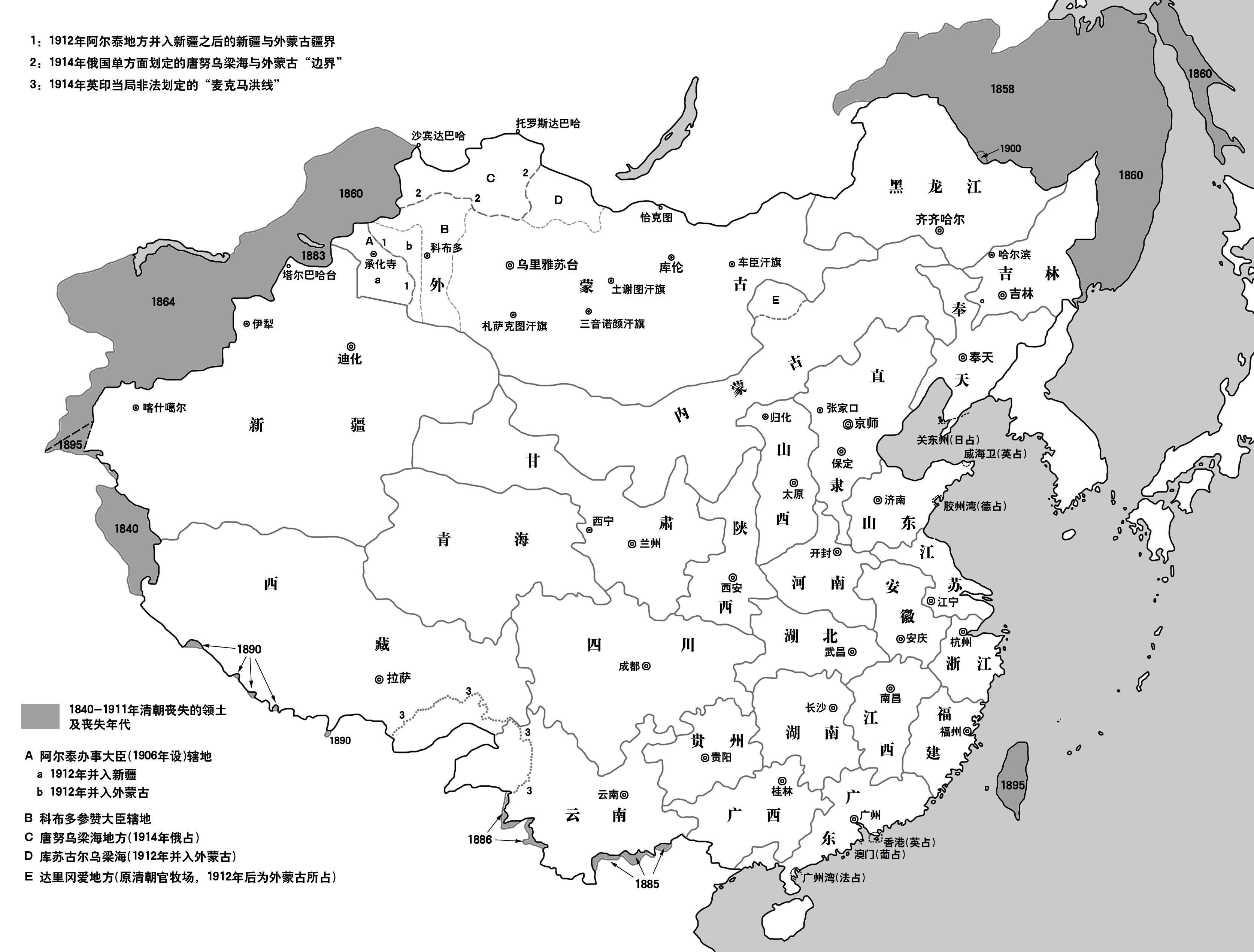
1911年中国行政区示意地图

省是对明、清朝一级行政区——承宣布政使司的非正式称谓。清代乾隆以后，逐渐获得政府认可。至晚清时，已形成“汉地十八省”的概念:25。但除十八省外，亦有多种辖区可称省:27。同时，地方行政区、行政机构（承宣布政使司）、治所（省会）均简称为省:71。

## 历史
明朝万历《明会典》称：“国初沿元制，立行中书省外，以统府州县，州县人俱隶府，县或又隶州”。研究者据此指出，明朝初年，地方一级行政区与元代类似，没有名称，借用行政机构的名字。洪武七年（1374年）改制之前，全称当作“行中书省”:72—73，后即承宣布政使司。
清兵入关后，明朝十五个一级行政区——两京十三承宣布政使司被清朝继承，又有部分改动。明朝京师改直隶，南直隶改江南省，后经过江南分省、湖广分省、陕甘分省，终形成汉地十八省的概念:22。同时，由于“省”并非清朝正式行政区单位，有诸多的省名缺乏确定性和惟一性。官方文献多次出现不在“十八省”之外的省:18。其中，安庆省、西安省完全是安徽省、陕西省的别称。江宁省或与江南省重叠，或仅有江寧布政使司辖区。苏州省与江蘇布政使司辖区相同。苏松省相当于苏松粮道辖区。江安省相当于江寧布政使司和安徽省辖区:22。
当代研究者总结，除原明朝十三承宣布政使司沿用旧称为省外，清代的省还有以几种情况：1.所有巡抚辖区均可称省外，另有三个双巡抚辖区称省；2.除承宣布政使司称省外，江南江淮揚徐海通等處承宣布政使司（江宁布政使司）与江南蘇松常鎮太等處承宣布政使司（江苏布政使司）可合称为江苏省，亦可分别称江宁省、苏州省；3.受盛京将军节制的奉天府尹、吉林将军、黑龍江將軍的辖区分别称奉天省、吉林省、黑龙江省；4.苏松、江安粮道的辖区可称省。此外，江宁省包括安徽巡撫、江苏巡抚、江西巡撫的辖区，亦是两江总督的辖区:27。

## 备注
1. ↑  江南省（江宁省）是安徽巡撫、江苏巡抚辖区，陕西省是西安巡抚、甘肅巡撫辖区，湖广省是湖北巡抚、湖南巡抚辖区[2]:25。